# Zinaida Volkovová
Zinaida Lvovna Volkova (rozená Bronštejnová; rusky Зинаи́да Льво́вна Во́лкова; 27. března 1901 nedaleko Irkutsku – 5. ledna 1933, Berlín) byla ruská marxistka a první dcera Lva Davidoviče Trockého a jeho první manželky Aleksandry Sokolovské, marxistky z Mykolajiva. Po rozvodu rodičů ji vychovávala teta Jelizaveta, sestra Trockého. Její mladší sestra Nina zůstala s matkou.
Dvakrát se vdala, s prvním manželem měla dceru a s druhým syna. Oba manželé zemřeli během velkých čistek. V lednu 1931 směla Volkovová opustit Rusko a navštívit svého otce v jeho exilu v Turecku, s sebou si vzala pouze mladší dítě, syna. Dceru zanechala v péči dívčina otce, svého prvního manžela. Volkovová trpěla tuberkulózou a depresemi a nemohla se vrátit do Sovětského svazu, proto v lednu 1933 spáchala v Berlíně sebevraždu.

## Životopis

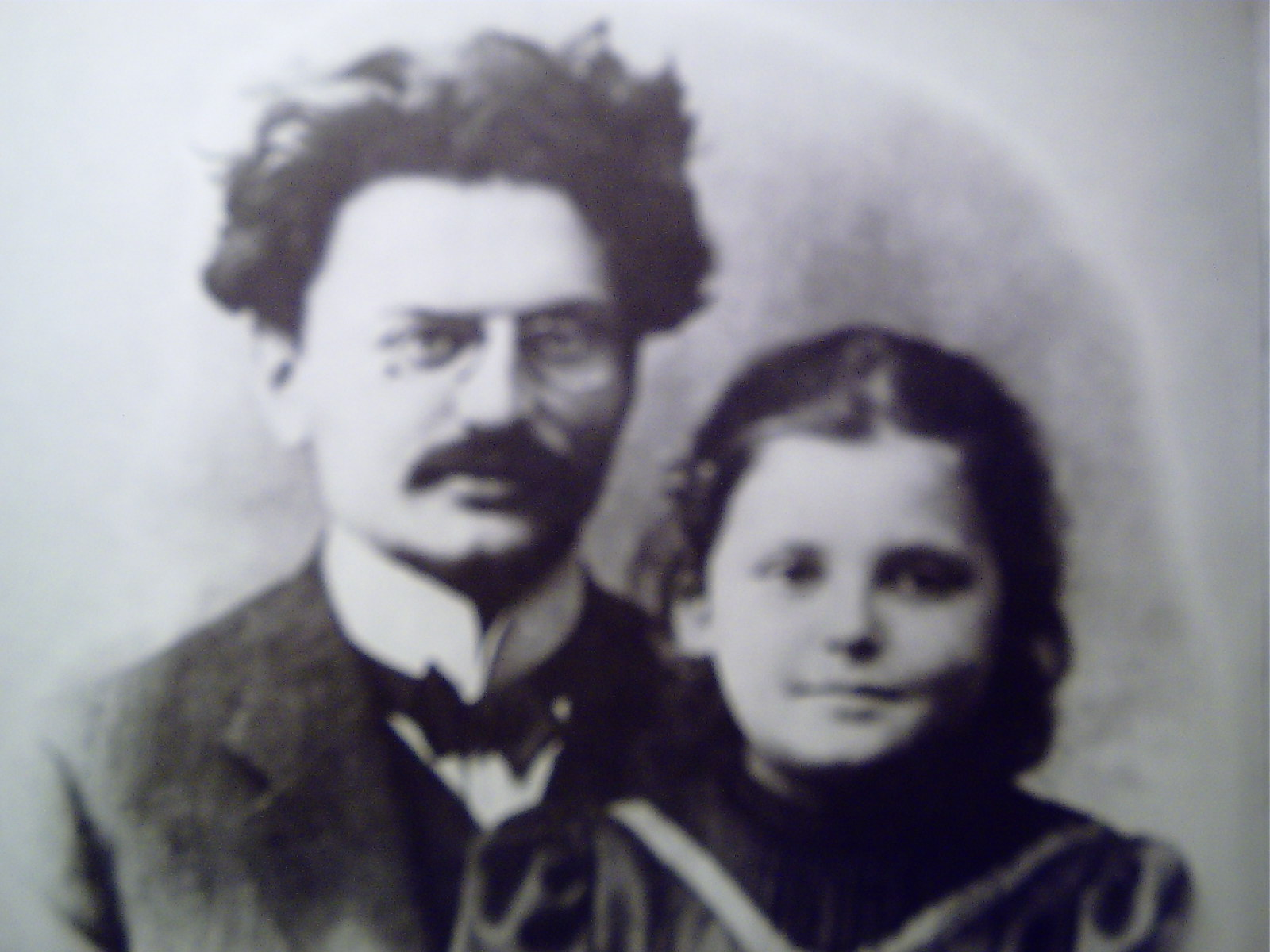
Zinaida se svým otcem, Lvem Davidovičem Trockým

Bronštejnová se narodila na Sibiři, kde její rodiče v té době žili ve vyhnanství. Její sestra Nina se narodila následující rok. V dětství ji a její mladší sestru Ninu vychovávali především prarodiče z otcovy strany, David a Anna Bronštejnovi. Její rodiče se v roce 1902 rozvedli a jako revolucionáři často cestovali nebo žili v úkrytu. Po říjnové revoluci se Bronsteinová provdala za Zachara Borisoviče Moglina (1897–1937). Narodila se jim dcera Alexandra Moglina (1923–1989). Rozvedli se v polovině dvacátých let 20. století. Moglin zemřel během velkých čistek a Alexandra byla v letech 1949 až 1956 ve vyhnanství v Kazachstánu.
Brzy po rozvodu se provdala za svého druhého manžela Platona Ivanoviče Volkova (1898–1936), člena Trockým vedené levicové opozice. V roce 1926 se manželům narodil syn Vsevolod (později Esteban). V roce 1928 byl Volkov vyhoštěn na Sibiř, ale v lednu 1931 se vrátil. Jeho žena se v té době chystala s jejich synem odjet z Ruska do Turecka, aby navštívila svého otce v jeho tureckém exilu. Volkov byl znovu zatčen v roce 1935 během velkých čistek a v roce 1936 zmizel v gulagu.
V lednu 1931 dovolil Josif Stalin Volkovové opustit Sovětský svaz a odjet za svým otcem do exilu. Mohla si s sebou vzít jednoho člena rodiny, vzala s sebou syna Vsevoloda a dceru Alexandru nechala v Rusku s dívčiným otcem. Stalin 20. února 1932 odebral Volkovové a Vsevolodovi sovětské občanství, čímž jim zabránil v návratu do Sovětského svazu. Téhož dne bylo zrušeno sovětské občanství také Trockému, Natalje Sedovové a Lvu Sedovovi.
Volkovová trpěla tuberkulózou a depresemi a 5. ledna 1933 spáchala ve svém bytě na Treskowallee 74 (dnes č. 86) v Berlíně-Karlshorstu ze zoufalství sebevraždu. Před svou smrtí byla v péči Artura Kronfelda, známého berlínského psychoterapeuta.